# バヤン・ブカ・テギン
バヤン・ブカ・テギン（Bayan buqa tigin、? - 1359年）は、大元ウルス末期に活躍した天山ウイグル王国の王族。

## 概要
バヤン・ブカ・テギンはかつての天山ウイグル王国の王族の末裔で、幼い頃から学問を好む人物であった。バヤン・ブカ・テギンが世に出た頃、大元ウルスでは紅巾の乱が横行しており、バヤン・ブカ・テギンは義兵を率いてこれを討伐し1356年（至正16年）には衢州路ダルガチとされた。
1358年（至正18年）2月、江西の陳友諒が20万の大軍を率いて信州に侵攻し、これを聞いたバヤン・ブカ・テギンは信州を救うため出兵した。1359年（至正19年）正月、バヤン・ブカ・テギンが信州に辿り着くと、城中のダイシンヌ（鎮南王トガンの曾孫）らは門を開き反乱軍を退けて城内に迎え入れた。バヤン・ブカ・テギンは城内に入ると城壁に登り、四方を見渡して決して賊の侵入は許さないと誓ったという。数日後、賊軍が攻撃を始めるとバヤン・ブカ・テギンは自ら指揮を執り、中軍を率いるクト・ブカらの奮戦もあって撃退に成功した。
同年2月、陳友諒の弟の陳友徳は城の東に陣営を築いて攻城を進め、また一方では周伯嘉を派遣して城内の将軍の内応を狙った。城中では高義が賊軍と密かに通じ、高義の手引きでクト・ブカは賊軍に捕らえられてしまった。その後、高義はバヤン・ブカ・テギンも同様に処分しようと図ったが、城壁の上に座していたバヤン・ブカ・テギンは高義の計画を見抜き、その罪を数えて斬り殺した。しかし、この頃から矢や食料が底をつき始め、城中の士気は下がっていった。
4月、城下に「皇帝から投降せよとの命令（詔）が下った」と述べて投降を薦める者が現れたが、バヤン・ブカ・テギンはすぐに発言の矛盾を指摘し投降を拒否した。一方、既に城中の食料は完全に尽き、城民は茶や紙を口にし、靴底を煮て食べ、弱った老人を殺して食料とするという惨憺たる有様となっていた。5月にはなんとか賊軍を撃退したが、6月には遂に賊軍による総攻撃が始まった。バヤン・ブカ・テギンは再び城壁に登って防戦を指揮したものの、既に食料の尽きた城兵は力を発揮できず、遂に城は陥落した。ダイシンヌら指揮官たちは皆この時死に、バヤン・ブカ・テギンもまた自刎した。
忠義を全うして戦死したバヤン・ブカ・テギンを讃え、『元史』では巻195忠義伝3に立伝されている。

## 天山ウイグル王家
- ヨスン・テムル（Üsen temür ＞月仙帖木児/yuèxiān tièmùér）
  - バルチュク・アルト・テギン（Barǰuq art tigin ＞巴而朮阿而忒的斤/bāérzhú āértè dejīn,بارجق/bārjūq）
    - キシュマイン（Kišmain ＞کیشماین/kīshmāīn）
    - サランディ・テギン（Salandi tigin ＞سالندی/sālandī）
    - オグルンチ・テギン（Ögrünč tigin ＞玉古倫赤的斤/yùgǔlúnchì dejīn,اوکنج/ūknchī）
      - マムラク・テギン（Mamuraq tigin ＞馬木剌的斤/mǎmùlà dejīn）
        - コチカル・テギン（Qočqar tigin ＞火赤哈児的斤/huǒchìhāér dejīn）
          - ネウリン・テギン（Neülin tigin ＞紐林的斤/niǔlín dejīn）
            - テムル・ブカ（Temür buqa ＞帖木児不花/tièmùér bùhuā）
              - ブダシリ（Budaširi ＞不答失里/bùdáshīlǐ）
                - コシャン（Qošang ＞和賞/héshǎng）

            - センキ・テギン（Sengki tigin ＞籛吉/jiānjí）
            - タイピヌ・テギン（Taypinu tigin ＞太平奴/tàipíngnú）
            - ？オルク・テムル（Ürük temür ＞月魯帖木児/yuèlǔ tièmùér）
              - サンガ（Sangga ＞桑哥/sānggē）

          - キプチャクタイ（Qipčaqtai ＞欽察台/qīnchátái）
          - イル・イグミシュ・ベキ（Il yïγmïš begi ＞也立亦黒迷失別吉/yělì yìhēimíshī biéjí）
          - ソソク・テギン（Sösök tigin ＞雪雪的斤/xuěxuě dejīn）
            - ドルジ・テギン（Dorǰi tigin ＞朶児的斤/duǒér dejīn）
              - バヤン・ブカ・テギン（Bayan buqa tigin ＞伯顔不花的斤/bǎiyán bùhuā dejīn）